# Just Entertainment
Just Entertainment is van oorsprong een Nederlandse uitgeverij en sinds 2018 ook een filmdistributeur. 
Het bedrijf hield zich in de beginjaren voornamelijk bezig met het uitbrengen van dvd's. De producten zijn gericht op de Nederlandse en Belgische markt. Het bedrijf werd in 2003 opgericht door Eric de Groot en Alex Wächtler. Just Entertainment heeft onder meer de rechten weten te verwerven op diverse BBC-series (van onder andere Charles Dickens) en op bekende Duitse krimi's, zoals Derrick en Siska, maar ook een aantal populaire tekenfilmseries waaronder Princess Sissi en Inspector Gadget. 
Films die mede tot Just Entertainment tot stand zijn gekomen zijn onder andere De Grote Sinterklaasfilm: Trammelant in Spanje, Boeien!, Hart op de juiste plek, De Grote Sinterklaasfilm: Gespuis in de speelgoedkluis en De Grote Sinterklaasfilm en de strijd om pakjesavond.
Sinds 2019 maakt Just Entertainment deel uit van Inside Out Media, een full service media- en entertainmentbedrijf.